# 李青 (1943年)
李青（1943年6月—），男，祖籍河北乐亭，生于陕西延安，中华人民共和国政治人物，曾任浙江省政协副主席，中共浙江省委统战部部长，第九届全国政协委员。中共早期领导人李大钊之孙。